# Loriotus
Loriotus is een geslacht van zangvogels uit de familie Thraupidae (tangaren).

## Soorten
Het geslacht kent de volgende soorten:
- Loriotus cristatus  – Vuurkuiftangare
- Loriotus luctuosus  – Witschoudertangare
- Loriotus rufiventer  – Geelkuiftangare